# محايل عسير
محايل عسير هي مدينة سعودية والعاصمة الإدارية لمحافظة محايل عسير، التابعة لمنطقة عسير، وهي محافظة من فئة أ.